# A216 (Frankrijk)
De A216 is een korte weg van ongeveer 2,5 kilometer ten oosten van de stad Calais die de verbinding vormt tussen de A26 en de A16 in het zuiden met de N216 in het noorden. De A216 verbindt samen met de N216 hiermee de Haven van Calais met het snelwegennetwerk.